# Di Cavalcanti (film)
Pour plus de détails, voir Fiche technique et Distribution.
Di Cavalcanti est un court métrage documentaire brésilien écrit et réalisé par Glauber Rocha, et sorti en 1977, sur les funérailles du peintre de renommée internationale Di Cavalcanti.
En novembre 2015, le film est inclus dans la liste établie par l'Association brésilienne des critiques de cinéma (Abraccine) des 100 meilleurs films brésiliens de tous les temps.

## Synopsis
Il s'agit d'un documentaire plutôt inhabituel : le réalisateur a eu la curieuse et dérangeante idée, un matin d'octobre 1976, d'aller filmer, assisté par son opérateur, la veillée funèbre et l'enterrement de l'artiste brésilien Di Cavalcanti, ainsi qu'un certain nombre de ses œuvres…

## Fiche technique
- Titre du film : Di Cavalcanti
- Réalisation : Glauber Rocha
- Directeur de production et assistant de réalisation : Ricardo (Pudim) Moreira
- Photographie : Mario Carneiro
- Format : couleur, 35 mm
- Montage : Roberto Pires
- Musique : Pixinguinha (Lamento), Heitor Villa-Lobos (Florestas do Amazonas), Paulinho da Viola, Lamartine Babo, Jorge Ben
- Pays d'origine :  Brésil
- Langue originale : portugais
- Durée : 18 minutes
- Tournage : Rio de Janeiro. Musée d'art moderne, cimetière São João Batista
- Sortie : 11 mars 1977 au Brésil

## Distinctions

### Récompenses
- Festival de Cannes 1977 : meilleur court métrage documentaire (Prix spécial du jury)

### Nominations et sélections
- Festival de Cannes 1977 : meilleur long métrage documentaire (Palme d'Or du court métrage)

## Commentaires
« Dans ce film, le geste libérateur et subversif du cinéaste est l'acte même de filmer. La réalisation de Di Cavalcanti profane ostensiblement l'enterrement du peintre et l'irruption de Glauber Rocha, micro à la main, met en question la notion même du documentaire », affirme Ismail Xavier. « La démarche, en apparence profondément blasphématoire, a d'ailleurs tellement choqué la famille du peintre, que, depuis des années, la projection publique de ce film est formellement interdite, à la suite d'une décision de la justice brésilienne », fait remarquer, de son côté, Sylvie Pierre.
Aux droits de la famille, liés au respect du deuil, Glauber Rocha objecte la revendication d'une « mort physique pouvant être considérée, suivant une croyance indienne, comme un phénomène de transit [...]. » Selon Rocha, la fête et l'exubérance refléteraient bien mieux l'héritage culturel du peintre que « la discrétion en gris et noir de la bourgeoisie et l'opportunisme de l'exploitation mercantile de l'artiste par les médias. »
Par ailleurs, la vie et l'œuvre de Di Cavalcanti plaident en faveur d'un tel postulat. « Peintre des femmes, des prostituées, des mulâtres, des corps triomphants : tant de chaleur chez Di Cavalcanti méritait bien qu'à l'heure où le peintre sombrait dans la froidure de la mort, un collègue artiste lui rendît justement encore, [...] , et par le travail infiniment raffiné (à l'image, au cadrage, au montage) de son propre coup de pinceau, l'hommage, à chaud, de son respect pour la matière chaude de son art », conclut Sylvie Pierre.